# Искусственный интеллект (фильм)
«Искусственный интеллект» (англ. Superintelligence) — американский художественный фильм в жанре романтической комедии и боевика режиссёра Бена Фальконе по сценарию Стива Мэллори. Главную роль в фильме исполняет Мелисса Маккарти — это её четвёртая совместная работа с Беном Фальконе, который является её мужем.
В США фильм был выпущен компанией Warner Bros. Pictures посредством цифровой дистрибуции через её сервис HBO Max и в кинотеатрах на зарубежных рынках 26 ноября 2020 года. Фильм получил смешанные отзывы критиков.
В августе 2022 года большинство фильмов, мультфильмов и сериалов от кинокомпаний бренда WarnerMedia (с апреля 2022 года теперь называется Warner Bros. Discovery из-за слияния WarnerMedia с Discovery) были удалены с HBO Max, включая и данный фильм.

## Сюжет
Жизнь Кэрол Питерс, бывшей руководительницы корпорации, переворачивается с ног на голову, когда её выбирает для наблюдения первый в мире суперинтеллект — искусственный интеллект, который может захватить, а может и не захватить мир.

## В ролях
- Мелисса Маккарти — Кэрол Питерс
- Джеймс Корден — в роли самого себя и голос «Суперинтеллекта»
- Бобби Каннавале — Джордж, возлюбленный Кэрол
- Брайан Тайри Генри — Деннис, лучший друг Кэрол
- Джин Смарт — президент Монахан
- Сэм Ричардсон — агент Джон Донахью, агент АНБ
- Бен Фальконе — агент Чарлз Кипер, агент АНБ
- Майкл Бич — генерал Сол Гомес
- Рэйчел Тикотин — директор Тайсон
- Каран Сони — Ахмед
- Джессика Сент-Клэр — Лесли
- Сара Бейкер — Эмили
- Усман Элли — Сергей
- Эдуардо Франко — Тодд
- Кен Гриффи-младший — в роли самого себя
- Октавия Спенсер — в роли самой себя и женский голос «Суперинтеллекта»
- Уильям Дэниелс — голос KITT

## Создание
В июле 2017 года сообщалось о том, что компания New Line Cinema приобрела сценарий Стива Мэллори, а Мелисса Маккарти и Бен Фальконе участвуют в проекте, продюсируя его посредством своей компании On the Day Productions. В апреле 2018 года было объявлено о том, что Маккарти сыграет главную роль в фильме, а Бен Фальконе будет режиссировать его, что стало их четвёртым актёрско-режиссёрским сотрудничеством. В июне 2018 года Джеймс Корден присоединился к актёрскому составу фильма для того, чтобы озвучивать Суперинтеллект. В июле 2018 актёрский состав фильма пополнили Бобби Каннавале, Брайан Тайки Генри и Сэм Ричардсон.
Съёмки фильма начались сразу после того, как Маккарти закончила сниматься в фильме «Адская кухня» — 16 июля 2018 года — и закончились 31 августа 2018. Некоторые сцены фильма были сняты в Технологическом институте Джорджии.

## Выпуск
Фильм был выпущен цифровым способом через американский интернет-сервис HBO Max 26 ноября 2020 года. Изначально фильм планировали выпустить в кинотеатрах 25 декабря 2019 года, затем выпуск перенесли на пять дней раньше — на 20 декабря, но ещё до этого компания WarnerMedia в декабре 2019 года решила выпустить фильм посредством потокового сервиса; тогда Фальконе сказал о том, что он согласен с тем, что лучше выпустить фильм через платформу потокового вещания.
В первые выходные фильм собрал 745 000 долларов в пяти странах.

## Отзывы
Согласно агрегатору рецензий Rotten Tomatoes фильм имеет рейтинг одобрения в 31 % на основе 67 обзоров со средним рейтингом 4,6 из 10. Консенсус критиков веб-сайта гласит: «Вам не понадобится суперинтеллект для того, чтобы держаться подальше от последней не особо запоминающейся комедии, не способной на то, чтобы раскрыть таланты Мелиссы Маккарти в полной мере». Сайт Metacritic сообщает о средневзвешенной оценке в 41 из 100 баллов на основании мнений 17 критиков, что указывает на «смешанные или средние отзывы».